# Santa Maria de Capafonts
Santa Maria de Capafonts és una l'església parroquial de Capafonts (Baix Camp), inclosa en Inventari del Patrimoni Arquitectònic de Catalunya.

## Descripció
Està estructurada en tres naus i creuer, i coberta amb quatre trams de volta de canó amb llunetes a la nau central i braços del creuer, i d'aresta a les laterals i la cúpula situada sobre petxines al creuer. El cor és elevat, sobre arc carpanell.
La façana és força simple. És de pedra tota arrebossada i en destaca la fornícula amb una imatge situada sobre la porta d'accés i envoltada de motius avolutats. A sobre hi ha un rosetó i com a remat, un frontó triangular amb un petit òcul. A la zona dreta dels peus hi ha un campanar força elevat de base quadrada i tres cossos poligonals.

## Història
L'església de Capafonts, al final del segle xv, era de col·lació de l'arquebisbe. Fou església sufragània de Capafonts la de sant Esteve de la Febró.
Segons l'inventari del 1924, l'església actual començà a bastir-se el 1800, acabant el 1820. Tot i això, la dovella de la porta principal duu la data de 1793. Tanmateix, la visita pastoral efectuada per l'arquebisbe Mon i Velarde l'any 1805 encara es feu a l'església vella. A l'església parroquial de Capafonts es conservà fins al 1936 la talla del segle xv de la Mare de Déu de Barrulles, d'alabastre policromat, procedent de l'ermita del mateix nom. En l'actualitat aquest edifici s'ha posat sota l'advocació de l'Assumpció de santa Maria.